# Lista dos 100 melhores filmes brasileiros segundo a ABRACCINE

Limite (1931), de Mário Peixoto, ficou com a primeira posição na lista.

A lista dos 100 melhores filmes brasileiros reúne o resultado de uma inquirição realizada pela Associação Brasileira de Críticos de Cinema (ABRACCINE) com a participação dos principais críticos de cinema do Brasil. A lista foi publicada em um livro em edição de luxo chamado "Os 100 Melhores Filmes Brasileiros". Seu lançamento ocorreu em setembro de 2016 no Festival de Gramado. O livro também tem ensaios sobre as obras eleitas.

O ranking foi elaborado a partir da criação de listas individuais dos 25 melhores filmes brasileiros, das quais foram extraídos os cem mais votados. Cerca de cem membros da Abraccine — entre os quais estão Pablo Villaça, Celso Sabadin, Amir Labaki, Francisco Russo, João Batista de Brito, Rubens Ewald Filho e Jean-Claude Bernardet — participaram do processo. 379 produções foram citadas na fase de listas individuais.

Capa do livro

## Recepção
A definição do rol de melhores filmes brasileiros pela ABRACCINE era há muito tempo esperada. A entidade tem entre seus associados alguns dos principais críticos do Brasil e é considerada uma das principais entidades nacionais dedicadas ao audiovisual. A recepção da lista, no entanto, foi mista.  Grandes veículos de imprensa, instituições de apoio ao cinema e especialistas dissertaram sobre a ousadia da empreitada, a ampla cobertura das diferentes fases do cinema brasileiro, a numerosa presença de obras renomadas, mas também sobre a previsível falha em não dar espaço a todas as grandes e históricas produções. O jornal O Fluminense destacou o caráter democrático do ranking e a especial ênfase dada ao cinema novo e àqueles que a publicação considera três dos maiores cineastas brasileiros: Glauber Rocha, com cinco produções entre as cem eleitas, Nelson Pereira dos Santos com quatro e Eduardo Coutinho com  três. O periódico também alertou para a polêmica que a lista de grande abrangência poderia causar em questões como posição de ranqueamento e ausência de nomes esperados.
Franthiesco Ballerini, coordenador geral de cursos livres da Academia Internacional de Cinema, ponderou que a feitura de uma lista de referência, sem posições, teria sido mais apropriada, no entanto, elogiou a escolha das primeiras colocações. Ballerini também opinou que o filme Central do Brasil deveria ter sido melhor ranqueado, argumentando que a produção equilibra bem sucesso de público e crítica e excelente técnica de roteiro e fotografia, conjunto de feitos que, segundo ele, poucas obras brasileiras conseguiram ao longo da história. Guilherme Genestreti, colunista especializado da Folha de S.Paulo, analisa na lista uma boa cobertura do período que ele chama de "retomada", era que compreende a recuperação do cinema brasileiro após a produção inexpressiva na era Collor; Já O Globo destaca que, do top 10 eleito, apenas Cidade de Deus foi produzido após o período de retomada.
A  Fundação Mário Peixoto, entidade cultural localizada na cidade de Mangaratiba, comemorou o primeiro lugar conquistado pelo longa-metragem de seu patrono, Mário Peixoto, destacando que o filme já havia sido consagrado pela Cinemateca Brasileira, em 1988, como o melhor filme nacional.

## Lista
| Rank | Título                                       | Ano  | Direção                         | Gênero          |
| ---- | -------------------------------------------- | ---- | ------------------------------- | --------------- |
| 1    | Limite                                       | 1931 | Mário Peixoto                   | Drama           |
| 2    | Deus e o Diabo na Terra do Sol               | 1964 | Glauber Rocha                   | Drama           |
| 3    | Vidas Secas                                  | 1963 | Nelson Pereira dos Santos       | Drama           |
| 4    | Cabra Marcado para Morrer                    | 1984 | Eduardo Coutinho                | Documentário    |
| 5    | Terra em Transe                              | 1967 | Glauber Rocha                   | Drama           |
| 6    | O Bandido da Luz Vermelha                    | 1968 | Rogério Sganzerla               | Policial        |
| 7    | São Paulo, Sociedade Anônima                 | 1965 | Luís Sérgio Person              | Drama           |
| 8    | Cidade de Deus                               | 2002 | Fernando Meirelles e Kátia Lund | Drama, Ação     |
| 9    | O Pagador de Promessas                       | 1962 | Anselmo Duarte                  | Drama           |
| 10   | Macunaíma                                    | 1969 | Joaquim Pedro de Andrade        | Comédia         |
| 11   | Central do Brasil                            | 1998 | Walter Salles                   | Drama           |
| 12   | Pixote, a Lei do Mais Fraco                  | 1980 | Hector Babenco                  | Drama           |
| 13   | Ilha das Flores                              | 1989 | Jorge Furtado                   | Documentário    |
| 14   | Eles Não Usam Black-tie                      | 1981 | Leon Hirszman                   | Drama           |
| 15   | O Som ao Redor                               | 2012 | Kleber Mendonça Filho           | Drama           |
| 16   | Lavoura Arcaica                              | 2001 | Luiz Fernando Carvalho          | Drama           |
| 17   | Jogo de Cena                                 | 2007 | Eduardo Coutinho                | Documentário    |
| 18   | Bye Bye Brasil                               | 1979 | Carlos Diegues                  | Comédia         |
| 19   | O Assalto ao Trem Pagador                    | 1962 | Roberto Farias                  | Policial, Drama |
| 20   | S. Bernardo                                  | 1972 | Leon Hirszman                   | Drama           |
| 21   | Iracema - Uma Transa Amazônica               | 1975 | Jorge Bodanzky e Orlando Senna  | Drama           |
| 22   | Noite Vazia                                  | 1964 | Walter Hugo Khouri              | Drama           |
| 23   | Os Fuzis                                     | 1964 | Ruy Guerra                      | Drama           |
| 24   | Ganga Bruta                                  | 1933 | Humberto Mauro                  | Drama           |
| 25   | Bang Bang                                    | 1971 | Andrea Tonacci                  | Experimental    |
| 26   | A Hora e Vez de Augusto Matraga              | 1965 | Roberto Santos                  | Drama           |
| 27   | Rio, 40 Graus                                | 1955 | Nelson Pereira dos Santos       | Drama           |
| 28   | Edifício Master                              | 2002 | Eduardo Coutinho                | Documentário    |
| 29   | Memórias do Cárcere                          | 1984 | Nelson Pereira dos Santos       | Drama           |
| 30   | Tropa de Elite                               | 2007 | José Padilha                    | Policial        |
| 31   | O Padre e a Moça                             | 1965 | Joaquim Pedro de Andrade        | Drama           |
| 32   | Serras da Desordem                           | 2006 | Andrea Tonacci                  | Docuficção      |
| 33   | Santiago                                     | 2007 | João Moreira Salles             | Documentário    |
| 34   | O Dragão da Maldade contra o Santo Guerreiro | 1969 | Glauber Rocha                   | Drama           |
| 35   | Tropa de Elite 2: O Inimigo Agora É Outro    | 2010 | José Padilha                    | Policial, Ação  |
| 36   | O Invasor                                    | 2002 | Beto Brant                      | Drama, Suspense |
| 37   | Todas as Mulheres do Mundo                   | 1967 | Domingos de Oliveira            | Comédia         |
| 38   | Matou a Família e Foi ao Cinema              | 1969 | Júlio Bressane                  | Drama           |
| 39   | Dona Flor e Seus Dois Maridos                | 1976 | Bruno Barreto                   | Comédia         |
| 40   | Os Cafajestes                                | 1962 | Ruy Guerra                      | Drama           |
| 41   | O Homem do Sputnik                           | 1959 | Carlos Manga                    | Comédia         |
| 42   | A Hora da Estrela                            | 1985 | Suzana Amaral                   | Drama           |
| 43   | Sem Essa, Aranha                             | 1970 | Rogério Sganzerla               | Drama           |
| 44   | Superoutro                                   | 1989 | Edgard Navarro                  | Comédia         |
| 45   | Filme Demência                               | 1986 | Carlos Reichenbach              | Drama           |
| 46   | À Meia-Noite Levarei Sua Alma                | 1964 | José Mojica Marins              | Terror          |
| 47   | Terra Estrangeira                            | 1996 | Walter Salles e Daniela Thomas  | Suspense        |
| 48   | A Mulher de Todos                            | 1969 | Rogério Sganzerla               | Comédia         |
| 49   | Rio, Zona Norte                              | 1957 | Nelson Pereira dos Santos       | Drama           |
| 50   | Alma Corsária                                | 1993 | Carlos Reichenbach              | Drama           |
| 51   | A Margem                                     | 1967 | Ozualdo Candeias                | Drama, Romance  |
| 52   | Toda Nudez Será Castigada                    | 1973 | Arnaldo Jabor                   | Drama           |
| 53   | Madame Satã                                  | 2002 | Karim Aïnouz                    | Drama           |
| 54   | A Falecida                                   | 1965 | Leon Hirszman                   | Drama           |
| 55   | O Despertar da Besta                         | 1969 | José Mojica Marins              | Drama, Terror   |
| 56   | Tudo Bem                                     | 1978 | Arnaldo Jabor                   | Drama           |
| 57   | A Idade da Terra                             | 1980 | Glauber Rocha                   | Drama           |
| 58   | Abril Despedaçado                            | 2001 | Walter Salles                   | Drama           |
| 59   | O Grande Momento                             | 1958 | Roberto Santos                  | Drama           |
| 60   | O Lobo Atrás da Porta                        | 2015 | Fernando Coimbra                | Drama, Suspense |
| 61   | O Beijo da Mulher Aranha                     | 1985 | Hector Babenco                  | Drama           |
| 62   | O Homem Que Virou Suco                       | 1980 | João Batista de Andrade         | Drama, Comédia  |
| 63   | O Auto da Compadecida                        | 2000 | Guel Arraes                     | Comédia         |
| 64   | O Cangaceiro                                 | 1953 | Lima Barreto                    | Ação, Drama     |
| 65   | A Lira do Delírio                            | 1978 | Walter Lima Jr.                 | Drama           |
| 66   | O Caso dos Irmãos Naves                      | 1967 | Luís Sérgio Person              | Drama           |
| 67   | Ônibus 174                                   | 2002 | José Padilha                    | Documentário    |
| 68   | O Anjo Nasceu                                | 1969 | Júlio Bressane                  | Drama           |
| 69   | Meu Nome é... Tonho                          | 1969 | Ozualdo Candeias                | Drama           |
| 70   | O Céu de Suely                               | 2006 | Karim Aïnouz                    | Drama           |
| 71   | Que Horas Ela Volta?                         | 2015 | Anna Muylaert                   | Drama           |
| 72   | Bicho de Sete Cabeças                        | 2001 | Laís Bodanzky                   | Drama           |
| 73   | Tatuagem                                     | 2013 | Hilton Lacerda                  | Drama           |
| 74   | Estômago                                     | 2007 | Marcos Jorge                    | Drama           |
| 75   | Cinema, Aspirinas e Urubus                   | 2005 | Marcelo Gomes                   | Drama           |
| 76   | Baile Perfumado                              | 1997 | Paulo Caldas e Lírio Ferreira   | Drama           |
| 77   | Pra Frente, Brasil                           | 1982 | Roberto Farias                  | Drama           |
| 78   | Lúcio Flávio, o Passageiro da Agonia         | 1976 | Hector Babenco                  | Drama           |
| 79   | O Viajante                                   | 1999 | Paulo César Saraceni            | Drama           |
| 80   | Anjos do Arrabalde                           | 1987 | Carlos Reichenbach              | Drama           |
| 81   | Mar de Rosas                                 | 1977 | Ana Carolina                    | Drama, Comédia  |
| 82   | O País de São Saruê                          | 1971 | Vladimir Carvalho               | Documentário    |
| 83   | A Marvada Carne                              | 1985 | André Klotzel                   | Comédia         |
| 84   | Sargento Getúlio                             | 1983 | Hermanno Penna                  | Drama           |
| 85   | Inocência                                    | 1983 | Walter Lima Jr.                 | Drama           |
| 86   | Amarelo Manga                                | 2002 | Cláudio Assis                   | Drama           |
| 87   | Os Saltimbancos Trapalhões                   | 1981 | J. B. Tanko                     | Comédia         |
| 88   | Di                                           | 1977 | Glauber Rocha                   | Documentário    |
| 89   | Os Inconfidentes                             | 1972 | Joaquim Pedro de Andrade        | Drama           |
| 90   | Esta Noite Encarnarei no Teu Cadáver         | 1967 | José Mojica Marins              | Terror          |
| 91   | Cabaret Mineiro                              | 1980 | Carlos Alberto Prates Correia   | Musical         |
| 92   | Chuvas de Verão                              | 1977 | Carlos Diegues                  | Drama           |
| 93   | Dois Córregos                                | 1999 | Carlos Reichenbach              | Drama           |
| 94   | Aruanda                                      | 1960 | Linduarte Noronha               | Docuficção      |
| 95   | Carandiru                                    | 2003 | Hector Babenco                  | Drama, Policial |
| 96   | Bla Bla Blá                                  | 1968 | Andrea Tonacci                  | Drama           |
| 97*  | O Palhaço                                    | 2011 | Selton Mello                    | Comédia         |
| 98   | O Signo do Caos                              | 2003 | Rogério Sganzerla               | Drama           |
| 99   | O Ano em que Meus Pais Saíram de Férias      | 2006 | Cao Hamburger                   | Drama           |
| 100  | Meteorango Kid: Herói Intergalático          | 1969 | André Luiz Oliveira             | Drama           |

* Corrigido após recontagem dos votos.

## Estatísticas
| Número de Filmes | Diretor                   | Filmes |
| ---------------- | ------------------------- | --- |
| 5                | Glauber Rocha             | Deus e o Diabo na Terra do Sol (2), Terra em Transe (5), O Dragão da Maldade contra o Santo Guerreiro (34), A Idade da Terra (57), Di (88) |
| 4                | Nelson Pereira dos Santos | Vidas Secas (3), Rio, 40 Graus (27), Memórias do Cárcere (29), Rio, Zona Norte (49)                                                        |
| 4                | Rogério Sganzerla         | O Bandido da Luz Vermelha (6), Sem Essa, Aranha (43), A Mulher de Todos (48), O Signo do Caos (98)                                         |
| 4                | Hector Babenco            | Pixote, a Lei do Mais Fraco (12), O Beijo da Mulher Aranha (61), Lúcio Flávio, o Passageiro da Agonia (78), Carandiru (95)                 |
| 4                | Carlos Reichenbach        | Filme Demência (45), Alma Corsária (50), Anjos do Arrabalde (80), Dois Córregos (93)                                                       |

| Década | Número de Filmes |
| ------ | ---------------- |
| 1930   | 2                |
| 1940   | 0                |
| 1950   | 5                |
| 1960   | 27               |
| 1970   | 15               |
| 1980   | 18               |
| 1990   | 6                |
| 2000   | 20               |
| 2010   | 7                |

| Ano  | Número de Filmes | Filmes |
| ---- | ---------------- | --- |
| 1969 | 8                | Macunaíma (10), O Dragão da Maldade contra o Santo Guerreiro (34), Matou a Família e Foi ao Cinema (38), A Mulher de Todos (48), O Despertar da Besta (55), O Anjo Nasceu (68), Meu Nome é... Tonho (69), Meteorango Kid: Herói Intergalático (100) |
| 2002 | 6                | Cidade de Deus (8), Edifício Master (28), O Invasor (36), Madame Satã (53), Ônibus 174 (67), Amarelo Manga (86) |
| 1967 | 5                | Terra em Transe (5), Todas as Mulheres do Mundo (37), A Margem (51), O Caso dos Irmãos Naves (66), Esta Noite Encarnarei no Teu Cadáver (90) |
| 1964 | 4                | Deus e o Diabo na Terra do Sol (2), Noite Vazia (22), Os Fuzis (23), À Meia-Noite Levarei Sua Alma (46) |
| 1965 | 4                | São Paulo, Sociedade Anônima (7), A Hora e Vez de Augusto Matraga (26), O Padre e a Moça (31), A Falecida (54) |
| 1980 | 4                | Pixote, a Lei do Mais Fraco (12), A Idade da Terra (57), O Homem Que Virou Suco (62), Cabaret Mineiro (91) |